# Lego Adventurers
Lego Adventurers (w Polsce także pod nazwą Poszukiwacze przygód) – seria klocków produkowana przez Lego, której tematem jest poszukiwanie skarbów wydawana w latach 1998–2003. W skład serii wchodziły cztery podserie, chronologicznie były to: Egipt, Dżungla, Wyspa Dinozaurów i Orient Expedition.

## Opis
Seria skupiała się na początkach XX wieku, postacie eksplorowały nowe obszary co wiązało się z doświadczaniem przygód. Bohaterami serii są Johnny Thunder, Profesor Kilroy, Pippin Reed, Sam Sanister, Harry Cane, Mr. Cunningham i Alexis Sanister.

## Edycje i zestawy
Edycje tematu Lego Adventurers:
- Desert (Egipt): 1998-1999
- Jungle (Dżungla): 1999
- Dino Island (Wyspa Dinozaurów): 2000
- Orient Expedition: 2003

W tym okresie wydano 87 zestawów zaliczających się do tematu Lego Adventurers.
W skład serii wchodziły zestawy:
- 1182 Mała tratwa (Adventurers Raft) – temat Desert (Egipt)
- 1183 Mumia (Mummy and Cart) – temat Desert (Egipt)
- 2995 Adventurers Car, zestaw specjalny wydany w Stanach Zjednoczonych i Holandii – temat Desert (Egipt)
- 5936 Świątynia w dżungli (Spider’s Secret) – temat Jungle (Dżungla)
- 5975 Porwanie tyranozaura (T-Rex Transport) – temat Dino Island (Wyspa Dinozaurów)
- 5978 Sekret Sfinksa (Sphinx Secret Surprise) – temat Desert (Egipt)
- 5988 The Temple of Anubis (Świątynia Anubis) – temat Desert (Egipt)
- 7412 Kryjówka Yeti (Yeti’s Hideout) – temat Orient Expedition
- 7414 Karawana słoni (Elephant Caravan) – temat Orient Expedition
- 7416 Łódź Cesarza (Emperor’s Ship) – temat Orient Expedition
- 7417 Świątynia Mount Everest (Temple of Mount Everest) – temat Orient Expedition
- 7418 Pałac Skorpiona (Scorpion Palace) – temat Orient Expedition
- 7419 Smocza forteca (Dragon Fortress) – temat Orient Expedition